# Prefettura di Ehime
Ehime (愛媛県?, Ehime-ken) è una prefettura del Giappone, che conta circa 1,35 milioni di abitanti e ha come capoluogo Matsuyama.
Fino alla restaurazione Meiji, la prefettura di Ehime era nota come provincia di Iyo.